# Comté d'Ozark
Le comté d'Ozark, en anglais : Ozark County, est l'un des 114 comtés de l'État du Missouri, aux États-Unis. Au recensement de 2020, la population du comté était de 8 553 habitants. Le siège du comté est Gainesville.

## Géographie
Selon le bureau de recensement des États-Unis, la superficie du comté en 2020 était de 1 956 km2, dont 26 km2 d'eau. Au sud du comté se trouve l'Arkansas (comtés de Baxter, Marlon et Fulton). Au sein du Missouri, le comté de Douglas se trouve au nord, celui de Howell à l'est et celui de Taney à l'ouest.